# NGC 204
NGC 204 est une galaxie lenticulaire située dans la constellation des Poissons. NGC 204 a été découverte par l'astronome germano-britannique William Herschel en 1786.

## Caractéristiques
Sa vitesse par rapport au fond diffus cosmologique est de 5 048 ± 44 km/s, ce qui correspond à une distance de Hubble de 74,5 ± 5,3 Mpc (∼243 millions d'al).